# استفان ریدو
استفان ریدو (فرانسوی: Stéphane Rideau‎؛ زادهٔ ۲۵ ژوئیهٔ ۱۹۷۶) یک هنرپیشه اهل فرانسه است. وی از سال ۱۹۹۴ میلادی تاکنون مشغول فعالیت بوده‌است.
از فیلم‌ها یا برنامه‌های تلویزیونی که وی در آن نقش داشته است می‌توان به کمدی موقعیت و سرنشینان اشاره کرد.